# Christian Sprenger (nadador)
Christian David Sprenger (19 de diciembre de 1985) es un nadador de braza australiano. Él entrena en el Commercial Swimming Club en virtud de Stephan Widmar.

## Vida personal
Sprenger es de ascendencia alemana. Su primo Nicholas Sprenger es un nadador de estilo libre que representó a Australia en los Juegos Olímpicos de 2004 y 2008.

## Carrera en la natación
En el Campeonato de Natación de Australia 2008, clasificó en los 100 m braza y 200 m, colocándose en segundo lugar en ambos eventos para los Juegos Olímpicos en Pekín. Él no pudo llegar a las finales en cualquiera de los casos, pero consiguió medalla de plata después de nadar en las eliminatorias de los relevos. Más tarde, en ese año ganó nueve individuales de la Copa Mundial FINA durante la serie de 2008. También ganó siete medallas de plata y tres de bronce.
Sprenger tuvo su éxito individual primero a nivel mundial en 2009, superando el récord mundial de Kosuke Kitajima en las semifinales de los 200 metros braza, y obtuvo dos medallas de bronce en el Campeonato Mundial en Roma. Tuvo más éxito internacional en 2010, cuando capturó una plata en los 100 metros braza en el Campeonato Pan Pacífico 2010 de natación y un bronce en el relevo combinado. Junto con 3 medallas en los Juegos de la Commonwealth.
Un punto culminante en la carrera, es cuando Sprenger ganó la plata en 100 m braza en los Juegos Olímpicos de Londres 2012 con un nuevo récord personal de 58,93.

## Mejores tiempos en su carrera
Sprenger ha roto 2 récords mundiales en su carrera.
| Evento               | Tiempo  | Record                      |
| Curso Largo          |         |                             |
| 50 m Braza de pecho  | 27.43   |                             |
| 100 m Braza de pecho | 58.93   | El extitular del record AUS |
| 200 m Braza de pecho | 2:07.31 | El extitular de la WR       |

| Evento               | Tiempo  | Record                 |
| Curso Corto          |         |                        |
| 50 m Braza de pecho  | 26.54   | Titular del record AUS |
| 100 m Braza de pecho | 57.57   | Titular del record AUS |
| 200 m Braza de pecho | 2:01.98 | El extitular de la WR  |